# Crisi de l'energia de la dècada de 1970

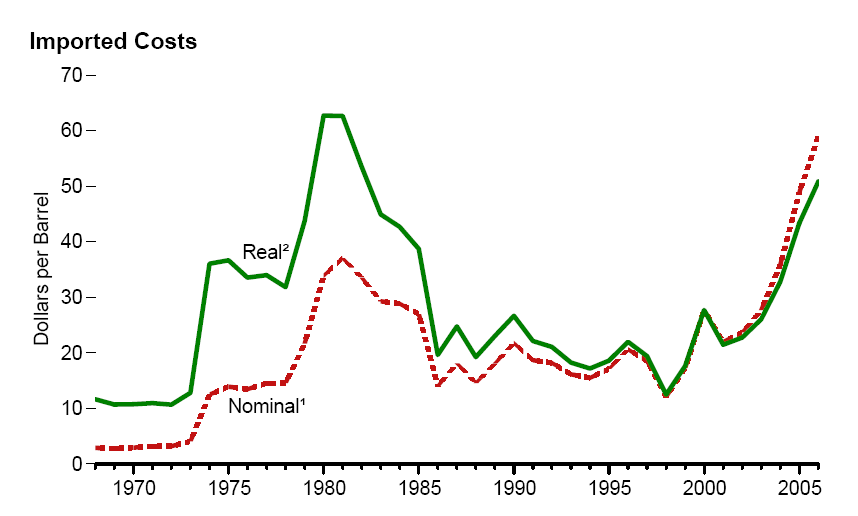
Gràfic on es reflecteix el preu del petroli.

La crisi de l'energia de la dècada de 1970 es produí quan els països d'Occident, especialment els Estats Units, el Canadà, Europa de l'Oest, Austràlia i Nova Zelanda, s'enfrontaren a una important escassetat de petroli, tant real com percebuda, així com pujades de preu. Les pitjors crisis d'aquest període foren la crisi del petroli del 1973 i la crisi de l'energia del 1979, quan la Guerra del Yom Kippur i la Revolució Iraniana provocaren interrupcions en les exportacions de petroli de l'Orient Pròxim.
La crisi esclatà quan la producció de petroli als Estats Units i altres parts del món arribà al seu pic a finals de la dècada de 1960 i principis de la dècada de 1970. La producció mundial de petroli per capita entrà en un llarg declivi a partir del 1979.
Els principals centres industrials del món es veieren obligats a reaccionar a problemes creixents amb el subministrament de petroli. Els països d'Occident necessitaven recursos de països potencialment hostils de l'Orient Pròxim i altres parts del món.
La crisi feu que el creixement econòmic s'estanqués a molts països a causa de la pujada vertiginosa del preu del petroli. Malgrat que hi havia problemes reals amb el subministrament, part de la pujada del preu era deguda a la percepció d'una crisi. La situació d'estagnació del creixement i inflació dels preus durant aquest període feu que s'encunyés el terme «estagflació».
A la dècada de 1980, les recessions de la dècada de 1970 i els ajustaments en les economies locals per fer un ús més eficient del petroli tingueren prou efecte sobre la demanda perquè el preu global del petroli tornés a nivells més sostenibles.
No fou un període negatiu per a totes les economies. Els països rics en petroli de l'Orient Pròxim es beneficiaren de la pujada de preus i l'alentiment de la producció en altres parts del món del món. Altres països, com ara Noruega, Mèxic i Veneçuela, també se'n beneficiaren. Als Estats Units, Texas, Alaska i altres zones productores de petroli, experimentaren un període de gran prosperitat gràcies a l'auge del preu del petroli mentre l'economia de la resta de la nació s'estancava. Tanmateix, molts d'aquests guanys s'evaporaren quan els preus s'estabilitzaren i seguidament es desplomaren a la dècada de 1980.